# Антигон I Монофталм
Антигон I Монофталм, Антигон Едноокия (на гръцки: Ἀντίγονος ὁ Μονόφθαλμος, , Μονοφθαλμός; * 382 г. пр. Хр.; † 301 г. пр. Хр. при Ипс) е македонски пълководец, който след смъртта на Александър Велики придобива Памфилия, Ликия, Голяма Фригия и става един от най-важните диадохи.
Антигон е първият от наследниците (диадохи), който иска царската титла за цялото Александрово царство и основава династията на Антигонидите, последният владетелски род от Македония. В периода 306 – 301 г. пр. Хр. той владее цялата азиатска част на Александровото царство от Хелеспонт до Инд.
Антигон е син на Филип от Елимия. Расте вероятно в дома на доведения си баща Периандър в Пела. Има двама братя и един полубрат – Марсий Пелски. Женен е за Стратоника, която произлиза вероятно от македонския царски род на Аргеадите. Двамата имат два сина – Деметрий Полиоркет († 283 г. пр. Хр.) и Филип († 306 г. пр. Хр.).
Връстник е на македонския цар Филип II, при когото служи като пълководец и е негов приятел (hetairoi).
В началото на похода на Александър Велики той командва фаланга от 7000 души. След битката при Граник (334 г. пр. Хр.) Антигон става управител на провинция Фригия (днешна Западна Турция) и трябва да завоюва Мала Азия. След три успешни битки с персийските войски той завладява западна Мала Азия към 331 г. пр. Хр. Александър го награждава допълнително с провинциите Памфилия, Ликаония и Ликия. Според Стария завет Антигон е свидетел на пренасянето на тленните останки на пророк Иеремия в новооснованата Александрия в Египет.
След като се противопоставя на намерението на регента Пердика да се ожени за сестрата на Александър Клеопатра, Антигон бяга със семейството си в Европа, за да се съюзи с Антипатър. Така започва първата диадохска война. Антигон е командир на флота в източното Средиземноморие.
Антигон успява да установи военен контрол в Мала Азия и Сирия и в съюз със сатрапа на Вавилон Селевк предприема настъпление срещу сатрапите на Медия и други източни провинции. През 316 г. пр. Хр. на страната на Антигон преминава войската на Евмен. Това води до териториално разширение в северните сатрапии на Месопотамия.
Антигон е инициатор на Несиотския съюз. С указа от Тир той обявява свобода на елините. Това му дава възможност за постоянно вмешателство във вътрешнополитическите дела на полисите в Елада и островите. С тази цел той създава данъчен окръг, обединяващ островите от Несиотския съюз, противопоставящ се на Лигата на островитяните (начело с остров Делос), който се намира под покровителството на Птолемей I.
След поражението на сина му Деметрий при Газа в 312 г. пр. Хр. и мира от 311 г. пр. Хр. държавата на Антигон се разпростряла от Хелеспонта до Ефрат. В стремежа си да се легитимира като наследник на Александър III Велики, след 309 г. пр. Хр. Антигон приема сестра му Клеопатра и я изпраща в Сарди. Победата на сина му Деметрий в 307 г. пр. Хр. при обсадата на Атина, както и неговото морско сражение при Саламин (остров Кипър) в 306 г. пр. Хр. му дават основание да присвои царски титли на себе си и Деметрий. Той основава столицата Антигонияна р. Оронт.
Вече като монарси Антигон и Деметрий продължават агресивната си политика спрямо другите диадохи. Кампаниите от следващите години не са толкова успешни. Неуспеха си в похода срещу Египет Антигон компенсира с превземането на о. Родос (305 – 304 г. пр. Хр.). Своеобразен опит за реабилитация след неуспехите е организирането на общоелински съюз в Коринт.
Опитите на Антигон I да възстанови единството на империята на Александър Македонски под своето върховенство срещат острата съпротива на останалите диадохи – Лизимах, Птолемей и Селевк, които сключват съюз. През 301 г. пр. Хр. в битката при Ипс, Фригия, армията на Антигон и Деметрий е разбита. Самият Антигон I загива на 80-годишна възраст, но синът му Деметрий успява да се спаси и да продължи династията.